# Droits LGBT au Mozambique

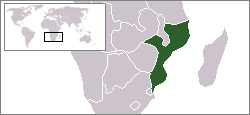
Localisation du Mozambique.

Les personnes lesbiennes, gays, bisexuelles et transgenres (LGBT) au Mozambique peuvent faire face à des difficultés légales que ne connaissent pas les résidents non-LGBT.

## Dépénalisation de l'homosexualité
Avant l'entrée en vigueur du nouveau Code pénal mozambicain, les statuts légaux de l'homosexualité, issus de la colonisation portugaise en 1889, demeuraient ambigus. En mars 2011, le ministre de la Justice a déclaré à l'occasion de la révision universelle périodique du Conseil des droits de l'homme des Nations unies que l'homosexualité n'est pas une infraction au Mozambique,. Pourtant, le Code pénal disposait qu'était une infraction la « pratique sexuelle non-naturelle ». Selon ILGA, cette clause pouvait être potentiellement interprétée comme incluant l'homosexualité, qu'elle soit féminine ou masculine, même si l'application de cette infraction n'a jamais été relevée sur le territoire. En effet, les rapports indiquent que l'incidence de cette loi sur les personnes LGBT était faible, voire nulle.
En décembre 2014, le président de la république du Mozambique Armando Guebuza promulgue le nouveau Code pénal, nettoyé de toute condamnation de l'homosexualité,. Le nouveau Code pénal est publié au Journal officiel le 31 décembre 2014 et prend effet officiellement le 29 juin 2015,.

## Interdiction des discriminations
En lien avec la plupart des pays de l'ancien Empire colonial portugais en Afrique, le Mozambique est souvent perçu comme l'un des pays les plus tolérants envers les gays et lesbiennes sur le continent. Alors que le gouvernement s'est peu impliqué dans les droits LGBT, il est l'un des rares pays d'Afrique à offrir une protection juridique contre les discriminations envers les personnes selon leur orientation sexuelle, en place depuis 2007.
L'article 4 de la loi 23/2007 sur le travail prévoit « la non-discrimination fondée sur l'orientation sexuelle, la race ou le statut VIH/SIDA ». L'article 5 de cette même loi accorde aux employés le droit à la vie privée, article relatif « à la vie privée et personnelle des employés, comme leur vie de famille, les relations personnelles, la vie sexuelle, l'état de santé, leurs convictions religieuse et politique ». L'article 108 de cette loi prévoit que « tous les employés, qu'ils soient nationaux ou étrangers, sans distinction fondée sur le sexe, l'orientation sexuelle [...] ont le droit de recevoir un salaire et de bénéficier des avantages égaux pour un travail égal »,.

## Reconnaissance légale des couples homosexuels
Il n'existe actuellement aucune reconnaissance légale (union civile ou mariage) des couples homosexuels au Mozambique.
Néanmoins, de manière régulière depuis 2006, des manifestations ont lieu dans la capitale du Mozambique, Maputo, demandant au gouvernement de légaliser le mariage homosexuel.

## Tableau récapitulatif
| Dépénalisation de l’homosexualité                                                   | Depuis 2015 |
| Majorité sexuelle identique à celle des hétérosexuels                               | Oui         |
| Interdiction des discours de haine contre les LGBT                                  | Non         |
| Interdiction de la discrimination liée à l'orientation sexuelle à l'embauche        | Depuis 2007 |
| Interdiction de la discrimination liée à l'identité de genre dans tous les domaines | Non         |
| Mariage civil ou partenariat civil                                                  | Non         |
| Adoption conjointe dans les couples de personnes de même sexe                       | Non         |
| Adoption par les personnes homosexuelles célibataires                               | Non         |
| Droit pour les gays de servir dans l’armée                                          | Non         |
| Droit de changer légalement de genre (après stérilisation)                          | Non         |
| Gestation pour autrui pour les gays                                                 | Non         |
| Accès aux FIV pour les lesbiennes                                                   | Non         |
| Autorisation du don de sang pour les HSH                                            | Non         |